# 虛假陳述
虛假陳述是在蓄意或不為意的情況下作出的不實陳述。有時虛假陳述也被稱作謬論（特別是在辯論時），但更多的情況下是一個法律用語，意思是在正式（有法律效力）的文書上提供虛假的資訊。
虛假陳述不一定就是謊言。謊言是蓄意作出的不實陳述，意圖误导他人。虛假陳述也是不實的陳述，但不必然是為了误导人而作出，也包含在不知它是虛假的情況下作出的陳述。

## 虛假陳述的例子
- 蓄意误导而作出的虛假陳述（謊言）：身為海洋生物學家的陳大文告訴李小武海獺是魚的一種，意圖使他的考試不及格。
- 因無知而作出的虛假陳述：李小武在考試中陳述海獺是魚的一種，結果考試不及格。李小武的陳述是不實的，但他自己並不知道，只是因為身為海洋生物學家的陳大文告訴他如此，他才這樣認為的。

## 法律
在一些司法管轄區，作出虛假陳述是一種刑事罪行，與宣誓下作假證供相似。

## 參閱
- 謊言
- 發假誓
- 妨礙司法公正
- 美國虛假索賠法（英语：False Claims Act）
  - 蓄意誣告（英语：Making false statements）